# Киселёв, Фёдор Пантелеевич
Фёдор Пантелеевич Киселёв (фин. Fedor Pantelejevits Kiseleff; 17 [28] февраля 1772, Фридрихсгам — 27 апреля [9 мая] 1847, Гельсингфорс) — финский предприниматель русского происхождения, владелец завода, подрядчик в Хельсинки.

## Биография
Его отец, Пантелей Киселёв (Panteli Kiseleff), был купцом из Осташкова. Вскоре после Абоского мирного договора он обосновался в Фридрихсгаме.
Фёдор Киселёв также был изначально представителем купечества города Фридрихсгама, но в 1812 году он переехал в новую столицу Гельсингфорс, где получил соответствующие сословные права. Будучи преуспевающим поставщиком продовольствия для российских войск, Киселёв уже тогда был на третьем месте среди самых значительных налогоплательщиков в Гельсингфорсе. Самым крупным его владением стала фабрика по производству сахара, располагавшаяся на пересечении улиц Алексантеринкату и Унионинкату, которую он приобрел в 1812 году.
В связи с ростом столицы, помещения вскоре стали тесными, и в начале 1820-х годов Киселёв перевёл фабрику за пределы города, на берег Тёёлёнлахти. В период с 1839 по 1859 год это была единственная фабрика по производству сахара. По соседству работал кирпичный завод, также принадлежавший Киселёву. Карл Людвиг Энгель переделал старое здание завода на улице Унионинкату в торговый дом, известный как дом Киселёва. Киселёв также имел ряд значительных заказов, кроме всего прочего, будучи подрядчиком, он провел фундаментальные работы на кладбище в Хиетаниеми и построил церковь Святого Николая (ныне — кафедральный собор Хельсинки) в 1839—1843 годах.
Киселёв был избран первым русским в совет старейшин Гельсингфорса в 1829 году и в 1833 году получил статус коммерции советника. Род Киселёвых, сохранивший православную веру, стал одним из представителей высшей прослойки среднего класса. Детьми Федора Киселёва были владелец завода Николай Киселёв и главный архитектор Константин Киселёв.
Похоронен на православном кладбище в Хельсинки в районе Лапинлахти.